# IC 537
IC 537 је лентикуларна галаксија у сазвјежђу Хидра која се налази на листи објеката дубоког неба у Индекс каталогу.
Деклинација објекта је - 12° 23' 28" а ректасцензија 9h 25m 22,5s. Привидна величина (магнитуда) објекта IC 537 износи 13,1 а фотографска магнитуда 14,0. IC 537 је још познат и под ознакама MCG -2-24-20, NPM1G -12.0275, IRAS 09229-1210, PGC 26717.